# Tillandsia sanctae-martae
Tillandsia sanctae-martae är en gräsväxtart som beskrevs av Lyman Bradford Smith. Tillandsia sanctae-martae ingår i släktet Tillandsia och familjen Bromeliaceae. Inga underarter finns listade i Catalogue of Life.